# Nematopagurus kosiensis
Nematopagurus kosiensis är en kräftdjursart som beskrevs av McLaughlin 1998. Nematopagurus kosiensis ingår i släktet Nematopagurus och familjen eremitkräftor. Inga underarter finns listade i Catalogue of Life.